# Atlético Clube Paranavaí
L'Atlético Clube Paranavaí és un club de futbol brasiler de la ciutat de Paranavaí a l'estat de Paranà.

## Història
El club va ser fundat el 14 de març de 1946. El 1967 guanyà la segona divisió estatal. El 2007 guanyà la Primera Divisió estatal en derrotar el Paraná a la final.

## Palmarès
- Campionat paranaense:
  - 2007
- Campionat paranaense de Segona Divisió:
  - 1967, 1983, 1992